# Smile, Romnî
Smile (în ucraineană Сміле) este localitatea de reședință a comunei Smile din raionul Romnî, regiunea Sumî, Ucraina.

## Demografie
Componența lingvistică a localității Smile
     Ucraineană (97,74%)
     Rusă (2,17%)
     Alte limbi (0,1%)
Conform recensământului din 2001, majoritatea populației localității Smile era vorbitoare de ucraineană (97,74%), existând în minoritate și vorbitori de rusă (2,17%).